# Unix
Unix (МФА: [ˈjuːnɪks]) — семейство переносимых, многозадачных и многопользовательских операционных систем, которые основаны на идеях оригинального проекта AT&T Unix, разработанного в 1970-х годах в исследовательском центре Bell Labs Кеном Томпсоном и Деннисом Ритчи.
Операционные системы семейства Unix характеризуются модульным дизайном, в котором каждая задача выполняется отдельной утилитой, взаимодействие осуществляется через единую файловую систему FHS, а для работы с утилитами используется командная оболочка.
Идеи, заложенные в основу Unix, оказали огромное влияние на развитие операционных систем. В настоящее время Unix-системы признаны одними из самых исторически важных.

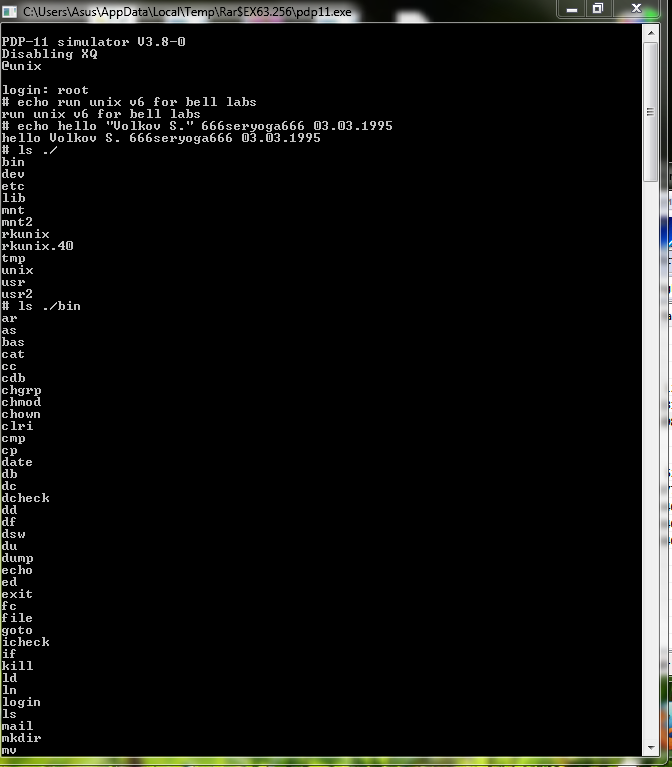
Запуск UNIX V6 в эмуляторе pdp-11 в Windows 7

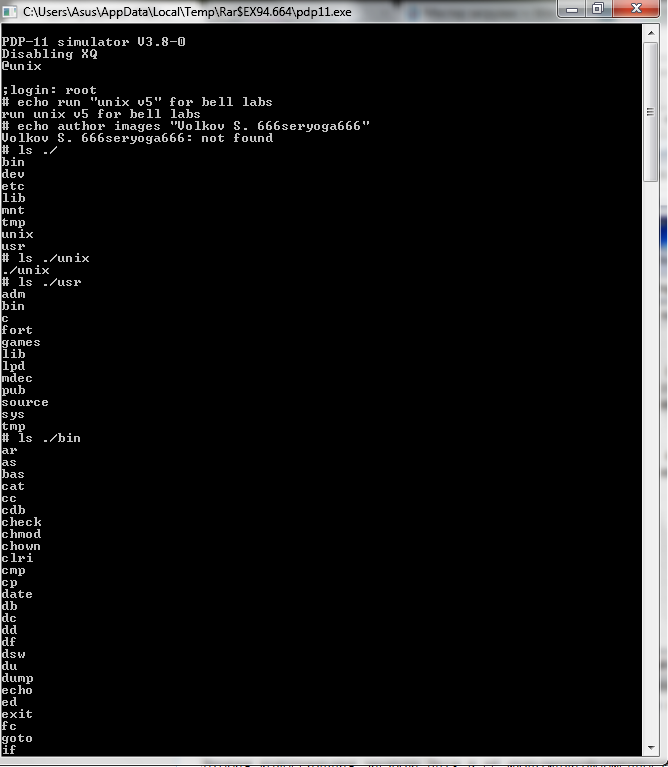
Запуск UNIX V5 в эмуляторе pdp-11 в Windows 7

Первая система Unix была разработана в подразделении Bell Labs компании AT&T. С тех пор было создано большое количество различных Unix-систем. Юридически называться «UNIX» имеют право лишь те операционные системы, которые прошли сертификацию на соответствие стандарту Single UNIX Specification. Остальные же, хотя и используют сходные концепции и технологии, называются Unix-подобными операционными системами (англ. Unix-like).

## Особенности
Основное отличие Unix-подобных систем от других операционных систем заключается в том, что это изначально многопользовательские многозадачные системы. В Unix может одновременно работать сразу много людей, каждый за своим терминалом, при этом каждый из них может выполнять множество различных вычислительных процессов, которые будут использовать ресурсы именно этого компьютера.
Вторая колоссальная заслуга Unix — в её кроссплатформенности. Ядро системы разработано таким образом, что его легко можно приспособить практически под любой микропроцессор.
Unix имеет и другие характерные особенности:
- использование простых текстовых файлов для настройки и управления системой;
- широкое применение утилит, запускаемых из командной строки;
- взаимодействие с пользователем посредством виртуального устройства — терминала;
- представление физических и виртуальных устройств и некоторых средств межпроцессного взаимодействия в виде файлов;
- использование конвейеров из нескольких программ, каждая из которых выполняет одну задачу.

## Применение
Начиная с 1980-х годов Unix-системы распространены в основном среди серверов. С 2010-х годов широкое распространение получили системы на базе ядра Unix-подобных систем как встроенные системы для различного оборудования, включая смартфоны. Также Unix-системы доминируют на суперкомпьютерах, в частности, на 100 % суперкомпьютеров из рейтинга TOP500 установлен Linux.
Среди систем для рабочих станций и домашнего применения Unix и Unix-подобные операционные системы занимают после Microsoft Windows, второе (macOS), третье (Linux) и многие последующие места по популярности.

## История

### Предшественники

Варианты Unix по годам

В 1957 году в Bell Labs была начата работа по созданию операционной системы для внутренних нужд. Под руководством Виктора Высотского была создана система BESYS. Впоследствии он возглавил проект Multics, а затем стал главой информационного подразделения Bell Labs.
В 1964 году появились компьютеры третьего поколения, для которых возможности BESYS уже не подходили. Высотский и его коллеги приняли решение не разрабатывать новую собственную операционную систему, а подключиться к Multics — совместному проекту General Electric и MIT. Телекоммуникационный гигант AT&T, в состав которого входила Bell Labs, оказал проекту существенную поддержку, но в 1969 году вышел из него, поскольку проект не приносил финансовых выгод.

### Первые Unix-системы

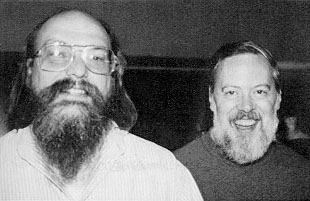
Кен Томпсон и Деннис Ритчи — создатели Unix

Первоначально Unix была разработана для мини-компьютеров PDP-7 на основе идей Multics в конце 1960-х годов сотрудниками Bell Labs, основной вклад внёс Кен Томпсон при значительном участии Денниса Ритчи и Дугласа Макилроя. Поскольку система была однозадачной в 1970 году системе дано название Unics — Uniplexed Information and Computing Service в противовес многозадачной Multics — Multiplexed Information and Computer Services. Окончательный вариант написания — «Unix» относят к Брайану Кернигану.
Первая версия получила название «первая редакция» (Edition 1) и была первой официальной версией. Первая версия Unix отсчитывала время с 1 января 1971 года (так как измерение проводилось в шестидесятых долях секунды, переполнение происходило каждые 2 года, из-за чего отсчёт в первых версиях обнулялся каждый год); в четвёртой версии Unix в ноябре 1973 года был введён используемый поныне формат хранения времени, и с тех пор все реализации Unix отсчитывают системное время с 1 января 1970 года. Первые версии Unix были написаны на ассемблере и не имели встроенного компилятора с языком высокого уровня. Примерно в 1969 году Кен Томпсон при содействии Денниса Ритчи разработал и реализовал язык Би, представлявший собой упрощённый (для реализации на мини-компьютерах) вариант разработанного в 1966 году языка BCPL. Би, как и BCPL, был интерпретируемым языком. В 1972 году была выпущена вторая редакция Unix, переписанная на языке Би. В 1969—1973 годы на основе Би был разработан компилируемый язык, получивший название Си.
В 1973 году вышла третья редакция Unix со встроенным компилятором языка Си. 15 октября того же года появилась четвёртая редакция, с переписанным на Си системным ядром (в духе системы Multics, также написанной на языке высокого уровня ПЛ/1), а в 1975 году — пятая редакция, полностью переписанная на Си.
С 1974 года Unix стал распространяться среди университетов и академических учреждений. С 1975 года началось появление новых версий, разработанных за пределами Bell Labs, и рост популярности системы. В том же 1975 году Bell Labs выпустила шестую редакцию, известную по широко разошедшимся комментариям Джона Лайонса.
К 1978 году система была установлена более чем на 600 машинах, прежде всего, в университетах. Седьмая редакция была последней единой версией Unix. Именно в ней появился близкий к современному интерпретатор командной строки Bourne shell.

### Раскол
В начале 1980-х годов компания AT&T, которой принадлежала Bell Labs, осознала ценность Unix и начала создание коммерческой версии операционной системы. Эта версия, поступившая в продажу в 1982 году, носила название UNIX System III и была основана на седьмой версии системы.
Однако компания не могла напрямую начать развитие Unix как коммерческого продукта из-за запрета, наложенного правительством США в 1956 году. Министерство юстиции вынудило AT&T подписать соглашение, запрещавшее компании заниматься деятельностью, не связанной с телефонными и телеграфными сетями и оборудованием. Для того, чтобы всё-таки иметь возможность перевести Unix в ранг коммерческих продуктов, компания передала исходный код операционной системы некоторым высшим учебным заведениям, лицензировав код под очень либеральными условиями. В декабре 1973 года одним из первых исходные коды получил университет Беркли.
С 1978 года начинает свою историю BSD Unix, созданный в университете Беркли. Его первая версия была основана на шестой редакции. В 1979 году выпущена новая версия, названная 3BSD, основанная на седьмой редакции. BSD поддерживал такие полезные свойства, как виртуальную память и замещение страниц по требованию. Автором BSD был Билл Джой.
Важной причиной раскола Unix стала реализация в 1980 году стека протоколов TCP/IP. До этого межмашинное взаимодействие в Unix пребывало в зачаточном состоянии — наиболее существенным способом связи был UUCP (средство копирования файлов из одной Unix-системы в другую, изначально работавшее по телефонным сетям с помощью модемов).
Было предложено два интерфейса программирования сетевых приложений: сокет Беркли (Berkley sockets) и интерфейс транспортного уровня TLI (англ. Transport Layer Interface).
Интерфейс Berkley sockets был разработан в университете Беркли и использовал стек протоколов TCP/IP, разработанный там же. TLI был создан AT&T в соответствии с определением транспортного уровня модели OSI и впервые появился в системе System V версии 3. Хотя эта версия содержала TLI и потоки, первоначально в ней не было реализации TCP/IP или других сетевых протоколов, но подобные реализации предоставлялись сторонними фирмами.
Реализация TCP/IP официально и окончательно была включена в базовую поставку System V версии 4. Это, как и другие соображения (по большей части, рыночные), вызвало окончательное размежевание между двумя ветвями Unix — BSD (университета Беркли) и System V (коммерческая версия от AT&T). Впоследствии, многие компании, лицензировав System V у AT&T, разработали собственные коммерческие разновидности Unix, такие как AIX, CLIX, HP-UX, IRIX, Solaris.
В середине 1983 года была выпущена версия BSD 4.2, поддерживающая работу в сетях Ethernet и Arpanet. Система стала весьма популярной. Между 1983 и 1990 годом в BSD было добавлено много новых возможностей, таких как отладчик ядра, сетевая файловая система NFS, виртуальная файловая система VFS, и существенно улучшены возможности работы с файловыми сетями.
Тем временем AT&T выпускала новые версии своей системы, названной System V. В 1983 была выпущена версия 1 (SVR1 — System V Release 1), включавшая полноэкранный текстовый редактор vi, библиотеку curses, буферизацию ввода-вывода, кеширование inode. Версия 2 (SVR2), выпущенная в 1984 году, реализовывала монопольный доступ к файлам (file locking), доступ к страницам по требованию (demand paging), копирование при записи (copy-on-write). Версия 3 вышла в 1987 году и включала, среди прочего, TLI, а также систему поддержки удалённых файловых систем RFS. Версия 4 (SVR4), разработанная в сотрудничестве с фирмой Sun и вышедшая 18 октября 1988 года, поддерживала многие возможности BSD, в частности TCP/IP, сокеты, новый командный интерпретатор csh. Кроме того, там было много других добавлений, таких как символические ссылки, командный интерпретатор ksh, сетевая файловая система NFS (заимствованная у SunOS) и т. д.
Современные реализации Unix, как правило, не являются системами V или BSD в чистом виде. Они реализуют возможности как System V, так и BSD.

### Свободные Unix-подобные операционные системы

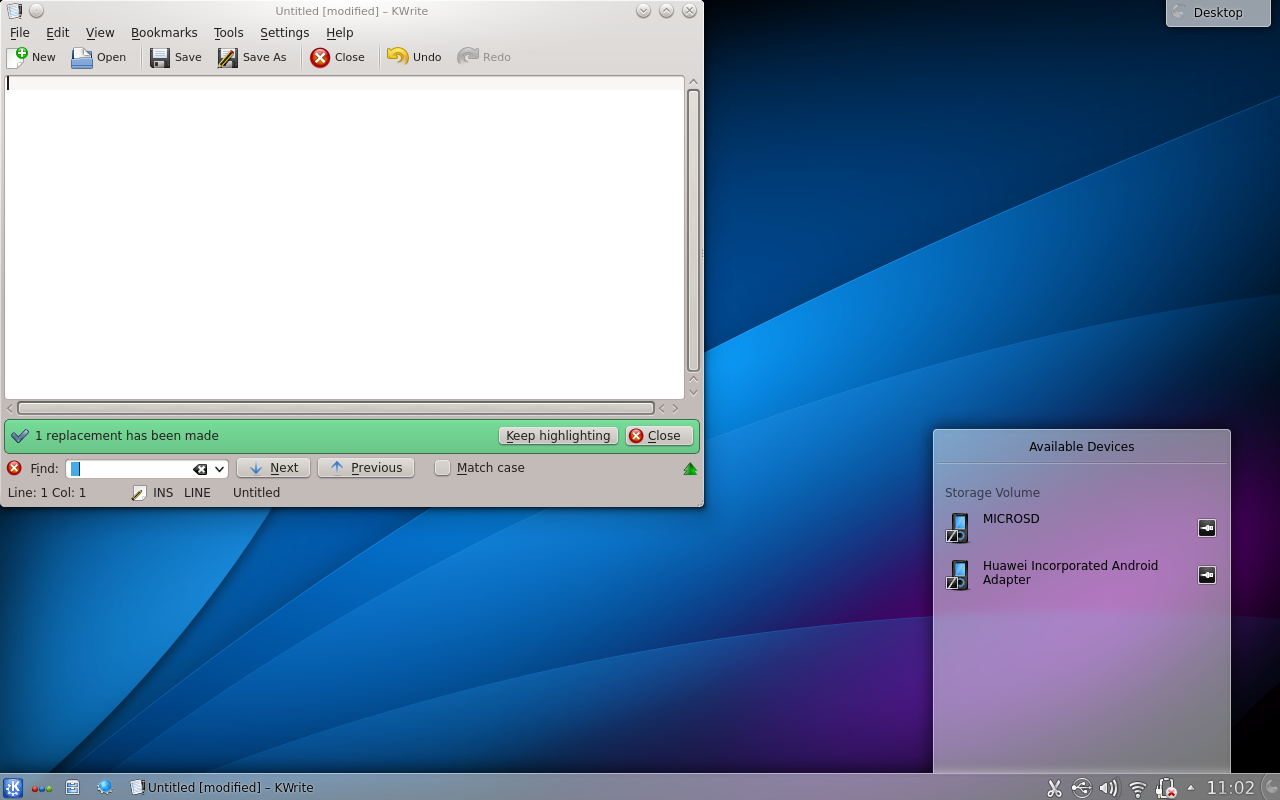
Рабочий стол KDE

В 1983 году Ричард Столлман объявил о создании проекта GNU — попытки создания свободной Unix-подобной операционной системы с нуля, без использования оригинального исходного кода. Большая часть программного обеспечения, разработанного в рамках данного проекта, — такого как GNU toolchain, Glibc (стандартная библиотека языка Си) и Coreutils — играет ключевую роль в других свободных операционных системах. Однако работы по созданию замены для ядра Unix, необходимые для полного выполнения задач GNU, продвигались крайне медленно. В настоящее время GNU Hurd — попытка создать современное ядро на основе микроядерной архитектуры Mach — всё ещё далека от завершения.
В 1991 году, когда Линус Торвальдс опубликовал ядро Linux и привлёк помощников, использование инструментов, разработанных в рамках проекта GNU, было очевидным выбором. Операционная система GNU и ядро Linux вместе составляют ОС, известную как GNU/Linux. Дистрибутивы этой системы (такие как Red Hat и Debian), включающие ядро, утилиты GNU и дополнительное программное обеспечение стали популярными как среди любителей, так и среди представителей бизнеса.
В начале 1992 года вышел дистрибутив 386/BSD, основанный на дистрибутиве Networking Release 2. UNIX Systems Laboratories подала иск против BSDI, а затем против университета Беркли, допустившего распространение файлов Unix в исходных и двоичных форматах фактически за бесценок, что подрывало бизнес самой USL.
Весь 1992 год никаких значительных успехов в судебной тяжбе для USL не принёс, зато появился встречный иск от Калифорнийского университета. К началу 1993 года дистрибутив 386/BSD поменял своё название на NetBSD. В декабре 1993 года появился другой дистрибутив — FreeBSD, нацеленный на простых пользователей. После приобретения USL компанией Novell к лету 1993 года начались переговоры по урегулированию статуса кодов BSD. К январю 1994 CSRG и Novell договорились удалить три файла из 18000 Networking Release 2, часть файлов должна быть подвергнута правке, а к примерно 70 файлам университет должен был добавить информацию о копирайте USL.
В июне 1994 года вышел «чистый» выпуск 4.4BSD-Lite. Вот с этого момента группы BSDI, NetBSD и FreeBSD должны были повторно синхронизировать свои версии систем с «чистой» системой 4.4BSD-Lite. Таким образом, все наработки, сделанные за три года с момента подачи иска USL, пришлось пересматривать на предмет нарушения авторских прав и использования стороннего кода. Переписывать важные составляющие ядра и операционного окружения. Значительно позднее выделились в самостоятельные проекты OpenBSD, TrustedBSD и DragonFlyBSD.
В 1997 году фирма Apple Computer Inc. в качестве основы для своей новой операционной системы выбрала NEXTSTEP — операционную систему со свободно распространяемым ядром, разработанную фирмой NeXT.
В 2000 году Apple Computer Inc. выпустила открытую POSIX-совместимую операционную систему Darwin. Она совмещает код, написанный самой Apple, с полученным от NeXTSTEP, FreeBSD и прочих свободных проектов. Darwin представляет собой набор основных компонентов, используемых в Mac OS X и Apple iOS. Он совместим с третьей версией спецификации единой UNIX (Single UNIX Specification — SUSv3) и POSIX-приложениями и утилитами.
14 июня 2005 года был открыт исходный код операционной системы Solaris. Этот проект, как и созданная на его основе операционная система, получили название OpenSolaris. 17 июня, через три дня после открытия кода, был создан дистрибутив SchilliX. В мае 2008 появился первый официальный дистрибутив OpenSolaris 2008.05. Существует более десяти дистрибутивов на основе OpenSolaris, наиболее известные из них — BeleniX и Nexenta OS.
В настоящий момент GNU/Linux и представители семейства BSD быстро отвоёвывают рынок у коммерческих Unix-систем и одновременно проникают как на настольные компьютеры конечных пользователей, так и на мобильные и встраиваемые системы.

### Проприетарные системы
После разделения компании AT&T товарный знак Unix и права на оригинальный исходный код неоднократно меняли владельцев, в частности, они длительное время принадлежали компании Novell.
В 1993 году Novell передала права на товарный знак и на сертификацию программного обеспечения на соответствие этому знаку консорциуму X/Open, который затем объединился с Open Software Foundation, образовав консорциум The Open Group. Он объединяет ведущие компьютерные корпорации и государственные организации, в том числе IBM, Hewlett-Packard, Sun, NASA и многие другие. Консорциум занимается разработкой открытых стандартов в области операционных систем, самым важным из которых является Single UNIX Specification, ранее известный как POSIX. С точки зрения The Open Group, название UNIX могут носить только системы, прошедшие сертификацию на соответствие Single UNIX Specification.
В 1995 году Novell продала права на существующие лицензии и дальнейшую разработку System V компании Santa Cruz Operation. В 2000 году Santa Cruz Operation продала свой Unix-бизнес компании Caldera, которая затем была переименована в SCO Group. Хотя это название похоже на аббревиатуру SCO, используемую Santa Cruz Operation, это две разные компании.
SCO Group заявила, что она также обладает правами на исходный код Unix и развернула кампанию против различных пользователей и поставщиков Unix-подобных систем, требуя выплаты лицензионных отчислений. Однако Novell утверждает, что права на исходный код не были переданы Santa Cruz Operation и, таким образом, не перешли к SCO Group, а остаются у Novell, что и подтвердил вердикт суда. Несмотря на это в августе 2009 года апелляционный суд десятого округа США отменил вынесенное ранее решение, назначив дополнительное расследование с целью установления законного владельца авторских прав на исходные тексты операционной системы. В июне 2010 года суд поставил точку в этом вопросе, подтвердив вынесенный в апреле 2010 вердикт в пользу Novell и отказав SCO Group в рассмотрении дальнейших жалоб.

### Влияние Unix на эволюцию операционных систем
Unix-системы имеют большую историческую важность, поскольку благодаря им распространились некоторые популярные сегодня концепции и подходы в области ОС и программного обеспечения. Также, в ходе разработки Unix-систем был создан язык Си.
Как и Multics, Unix была написана на языке высокого уровня, а не на ассемблере (доминировавшем в то время).
Она содержала значительно упрощённую, по сравнению с предшествующими ей операционными системами, файловую модель. Файловая система включала как службы, так и устройства (такие как принтеры, терминалы и жёсткие диски) и предоставляла внешне единообразный интерфейс к ним, но дополнительные механизмы работы с устройствами (такие как IOCTL и биты доступа) не вписывались в простую модель «поток байтов».
Unix популяризовала предложенную в Multics идею иерархической файловой системы с произвольной глубиной вложенности. Другие операционные системы (в том числе DOS) того времени позволяли разбивать дисковое пространство на каталоги или разделы, но число уровней вложенности было фиксировано и, зачастую, уровень вложенности был только один. Позднее все основные фирменные операционные системы[уточнить] обрели возможность создания рекурсивных подкаталогов, также заимствованную из Multics.
Язык командной оболочки Unix используется пользователем как для интерактивной работы, так и для написания скриптов, то есть не существует отдельного языка описания заданий, как, например, в системе JCL фирмы IBM. Так как оболочка и команды операционной системы являются обычными программами, пользователь может выбирать их в соответствии со своими предпочтениями, или даже написать собственную оболочку. Наконец, новые команды можно добавлять к системе без перекомпиляции ядра. Новый, предложенный в командной строке Unix, способ создания цепочек программ, последовательно обрабатывающих данные, способствовал использованию параллельной обработки данных.
Существенными особенностями Unix были полная ориентация на текстовый ввод-вывод и предположение, что размер машинного слова кратен восьми битам. Первоначально в Unix не было даже редакторов двоичных файлов — система полностью конфигурировалась с помощью текстовых команд. Наибольшей и наименьшей единицей ввода-вывода служил текстовый байт, что полностью отличало ввод-вывод Unix от ввода-вывода других операционных систем, ориентированного на работу с записями. Ориентация на использование текста для представления всего, что только можно, сделала полезными так называемые конвейеры (англ. pipelines). Ориентация на текстовый восьмибитный байт сделала Unix более масштабируемой и переносимой, чем другие операционные системы. Со временем текстовые приложения одержали победу[уточнить] и в других областях, например, на уровне сетевых протоколов, таких как Telnet, FTP, SMTP, HTTP и других.
Unix способствовала широкому распространению регулярных выражений, которые были впервые реализованы в текстовом редакторе ed для Unix. Возможности, предоставляемые Unix-программам, стали основой стандартных интерфейсов операционных систем (POSIX).
Широко используемый в системном программировании язык Си, созданный изначально для разработки Unix, превзошёл Unix по популярности. Язык Си был первым «веротерпимым» языком, который не пытался навязать программисту тот или иной стиль программирования. Си был первым высокоуровневым языком, предоставляющим доступ ко всем возможностям процессора, таким как ссылки, таблицы, битовые сдвиги, инкременты и тому подобным. С другой стороны, свобода языка Си приводила к ошибкам переполнения буфера в таких функциях стандартной библиотеки Си, как gets и scanf. Результатом стали многие печально известные уязвимости, например, та, что эксплуатировалась в знаменитом черве Морриса.
Первые разработчики Unix способствовали внедрению принципов модульного программирования и повторного использования в инженерную практику.
Unix предоставлял возможность использования протоколов TCP/IP на сравнительно недорогих компьютерах, что привело к быстрому росту Интернета. Это, в свою очередь, способствовало быстрому обнаружению нескольких крупных уязвимостей в системе безопасности, архитектуре и системных утилитах Unix.
Со временем ведущие разработчики Unix разработали культурные нормы разработки программного обеспечения, которые стали столь же важны, как и сам Unix. (подробнее…)
Одними из самых известных примеров Unix-подобных систем являются macOS, Solaris, BSD и NeXTSTEP.

Генеалогическое древо Unix-систем

## Архитектурные особенности
Особенности Unix, отличающие данное семейство от других систем:
- файловая система древовидная, чувствительная к регистру символов в именах, очень слабые ограничения на длину имён и пути;
- нет поддержки структурированных файлов ядром, на уровне системных вызовов файл есть поток байтов;
- командная строка находится в адресном пространстве запускаемого процесса, а не извлекается системным вызовом из процесса интерпретатора команд (как это происходит, например, в RSX-11);
- для передачи контекста используются переменные окружения;
- запуск процессов вызовом fork(), то есть возможность клонирования текущего процесса со всем состоянием;
- понятия стандартного ввода, стандартного вывода и стандартного вывода ошибок;
- ввод-вывод только через дескрипторы файлов;
- интерпретатор команд реализуется как обыкновенное приложение, общающееся с ядром обыкновенными системными вызовами (в RSX-11 и VMS интерпретатор команд выполнялся как специальное приложение, специальным образом размещённое в памяти, пользующееся специальными системными вызовами, поддерживались также системные вызовы, дающие возможность приложению обращаться к своему родительскому интерпретатору команд);
- команда командной строки есть не более чем имя файла программы, не требуется специальная регистрация и специальная разработка программ как команд (что являлось обычной практикой в RSX-11, RT-11);
- не принят подход с программой, задающей пользователю вопросы о режимах своей работы, вместо этого используются параметры командной строки (в VMS, RSX-11, RT-11 программы работали также с командной строкой, но при её отсутствии выдавали запрос на ввод параметров);
- пространство имён устройств в каталоге /dev, поддающееся управлению администратором, в отличие от подхода Windows, где это пространство имён размещается в памяти ядра, и администрирование этого пространства (например, задание прав доступа) крайне затруднено из-за отсутствия его постоянного хранения (строится каждый раз при загрузке);
- широкое использование текстовых файлов для хранения настроек, в отличие от двоичной базы данных настроек, как, например, в Windows;
- широкое использование утилит обработки текста для выполнения повседневных задач под управлением сценариев;
- «раскрутка» системы после загрузки ядра путём исполнения сценариев стандартным интерпретатором команд;
- широкое использование именованных каналов (pipe);
- все процессы, кроме init, равны между собой, не бывает «специальных процессов»;
- адресное пространство делится на глобальное для всех процессов ядро и на локальную для процесса части, нет «групповой» части адресного пространства, как в VMS и Windows NT, как и возможности загрузки туда кода и его исполнения там;
- использование двух уровней привилегий процессора (вместо, например, четырёх в VMS]);
- отказ от использования оверлеев в пользу деления программы на несколько программ поменьше, общающихся через именованные каналы или временные файлы;
- отсутствие APC и аналогов, то есть произвольных (а не жёстко перечисленных в стандартном множестве) сигналов, не доставляемых до явного пожелания процесса их получить (Windows, VMS);
- концепция сигнала уникальна для Unix, и крайне сложна в переносе на другие системы, такие как Windows.

## Стандарты

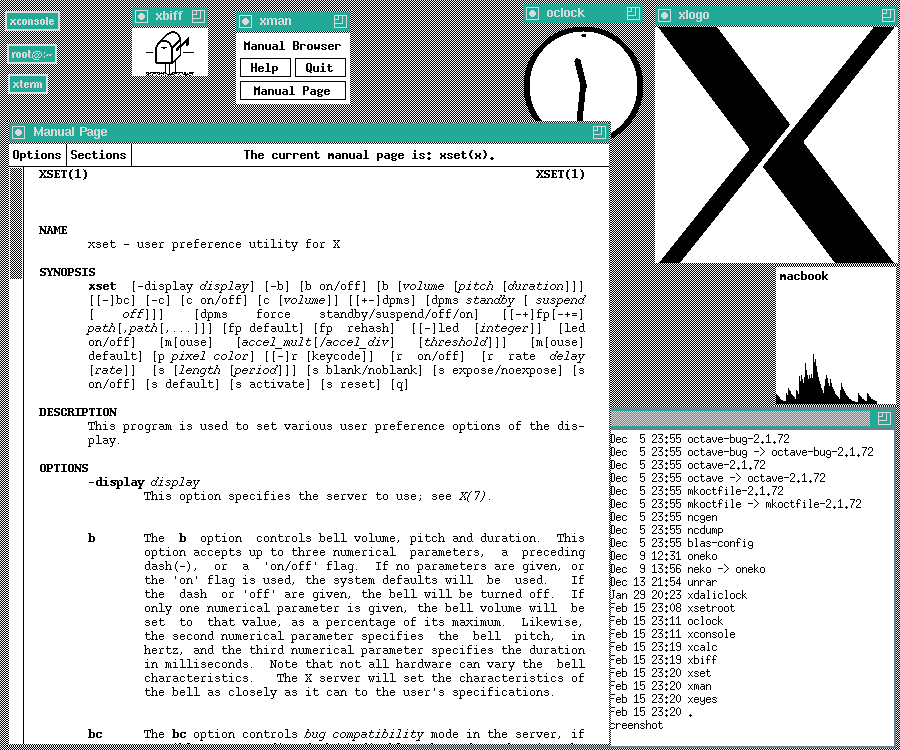
Низкоуровневый графический интерфейс через X

Большое количество разных вариантов системы Unix привело к необходимости стандартизовать её средства, чтобы упростить переносимость приложений и избавить пользователя от необходимости изучать особенности каждой разновидности Unix.
С этой целью ещё в 1980 году была создана пользовательская группа /usr/group. Первые стандарты были разработаны в 1984—1985 годы.
Одним из самых первых стандартов стала неофициальная спецификация System V Interface Definition (SVID), выпущенная UNIX System Laboratories (USL) одновременно с UNIX System V Release 4.
Наряду с версиями UNIX System V существовало направление Unix BSD. Для того, чтобы обеспечить совместимость System V и BSD, были созданы рабочие группы POSIX (англ. portable operating system interface for Unix). Существует много стандартов POSIX, однако наиболее известным является стандарт POSIX 1003.1-1988, определяющий программный интерфейс приложений (API, Application Programming Interface). Он используется не только в Unix, но и в других операционных системах. (подробнее…) В 1990 году он был принят институтом IEEE как стандарт IEEE 1003.1-1990, а позднее — ISO/IEC 9945.
В настоящее время[уточнить] наиболее важными являются следующие стандарты (подробнее…):
- POSIX 1003.2-1992, определяющий поведение утилит, в том числе командного интерпретатора;
- POSIX 1003.1b-1993, дополняющий POSIX 1003.1-1988, — определяет поддержку систем реального времени;
- POSIX 1003.1c-1995, дополняющий POSIX 1003.1-1988, — определяет потоки (threads), известные также как pthreads.

Все стандарты POSIX объединены в документе IEEE 1003.
В начале 1990-х годов The Open Group предложила другой, похожий на POSIX стандарт, — Common API Specification, или Spec 1170. Стандарт приобрёл бо́льшую популярность, чем POSIX, поскольку был доступен бесплатно, в то время как IEEE требовало немалую плату за доступ к своему стандарту.
В 1998 году были начаты работы по объединению данных стандартов. Благодаря этому в настоящее время данные стандарты почти идентичны. Совместный стандарт называется Single UNIX Specification Version 3 и доступен бесплатно в интернете.

## Стандартные команды
Среди стандартных команд Unix:

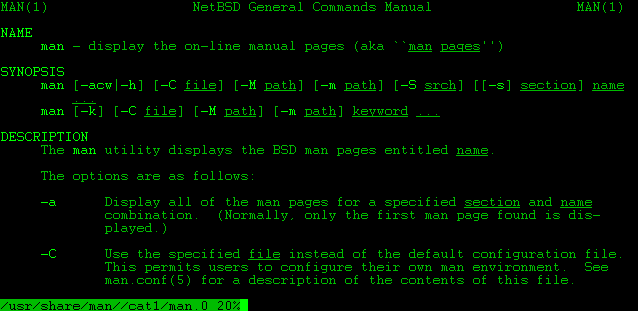
Команда man может отображать страницу руководства для любой команды в системе.

- создание и навигация по файлам и каталогам: touch, ls, mv, rm, cp, ln, pwd, cd, mkdir, rmdir, find, du;
- просмотр и редактирование файлов: nano, more, less, ed, ex, vi, emacs;
- обработка текста: echo, cat, grep, sort, uniq, sed, awk, tee, head, tail, cut, tr, split, printf;
- сравнение файлов: comm, cmp, diff, patch;
- утилиты командного интерпретатора: yes, test, xargs, expr;
- системное администрирование: chmod, chgrp, chown, ps, su, w, who, df, mount, umount;
- коммуникации: mail, telnet, ftp, finger, rsh, ssh;
- командные оболочки: sh, bash, csh, ksh, tcsh, zsh;
- работа с исходным кодом и объектным кодом: cc, gcc, ld, nm, yacc, bison, lex, flex, ar, ranlib, make;
- сжатие и архивация: compress, uncompress, gzip, gunzip, tar;
- работа с двоичными файлами: od, strings.

Команды из раздела 1 первой версии Unix: as, b, bcd, boot, chdir, check, date, dc, dsw, dtf, for, form, hup, mesg, mkfs, pr, rew, rkd, rkf, rkl, roff, stat, strip, sum, tap, tty, type, wc, write.